# (7564) Gokumenon
(7564) Gokumenon ist ein Asteroid des Hauptgürtels, der am 7. Februar 1988 vom indischen Astronomen Rajgopalan Rajamohan am Vainu-Bappu-Observatorium (IAU-Code 220)  in den Javadi-Bergen nahe dem Dorf Kavalur im indischen Bundesstaat Tamil Nadu in Indien entdeckt wurde.
Der Asteroid wurde am 19. August 2008 zu Ehren des indischen Teilchenphysikers, Wissenschaftsfunktionärs und Politikers Mambillikalathil Govind Kumar Menon (1928–2016) benannt, der wichtige Beiträge zur Teilchenphysik leistete. Er entwickelte Techniken der Kernemulsion und konnte mit Messungen in größter Höhe und  großer Tiefe verschiedene Myonen und ihre Zerfälle nachweisen.